# Кубано-Приазовская низменность
Куба́но-Приазо́вская низменность (также известна как Приазово-Кубанская низменность/низменная равнина) — равнина в Западном Предкавказье, часть Азово-Черноморской низменности. Простирается от Прикубанской наклонной равнины на юге и берегов Азовского моря на западе на восток до Кумо-Манычской впадины (по другим данным — включает в себя её) и до западных склонов Ставропольской возвышенности. Большая часть низменности расположена в пределах Краснодарского края и на севере захватывает юг Ростовской области, а на востоке — незначительную часть Ставропольского края.
В основе равнины расположена Скифская плита. Поверхность сложена осадочными породами мезокайнозойского возраста, прикрытыми лёссовидными суглинками и глинами. Высота равнины достигает 100—150 м. На северо-западе имеются газовые месторождения.
Климат Основная часть находится в умеренно континентальном климате,а на юго-западе субтропический; количество осадков составляет 400—600 мм в год. Растительность равнины является продолжением южно-российских степей и относится к провинции причерноморских разно-травно-типчаково-ковыльных степей (Шифферс, 1953). В настоящее время территория равнины практически освоена и на месте бывших степей простираются сельскохозяйственные ландшафты. Естественная растительность сохранилась лишь вдоль дорог и лесополос, в приречных понижениях, в днищах западин и балок. Прилегающая к морю часть низменность разделена на множество ответвлений Кубани, на заболоченных участках — плавни. Множество лиманов — солёных и пресных озёр, отделённых от моря косами.
Население преимущественно занимается пищевой промышленностью, зерноводством, садоводством, рисоводством.